# Wschody Zachody
Wschody / Zachody – drugi autorski album studyjny Marceliny. Ukazał się w październiku 2013 r., wydany przez Parlophone Music Poland. Większość tekstów w języku polskim napisała Marcelina, słowa do piosenki "Łap mnie" ułożył 'Budyń' z grupy Pogodno. Piosenkarka z udziałem Roberta Cichego i Kuby Galińskiego skomponowała wszystkie utwory z płyty. Gościnnie w piosence "Karmelove" zaśpiewał Piotr Rogucki.

## Lista utworów
| 1.  | "Modlitwa o pszczoły"                         | 5:08  |
|     |                                               |       |
| 2.  | "Bez ramki"                                   | 3:45  |
|     |                                               |       |
| 3.  | "Nie maluję się"                              | 3:23  |
|     |                                               |       |
| 4.  | "Możesz zostać"                               | 3:15  |
|     |                                               |       |
| 5.  | "Łap mnie"                                    | 3:39  |
|     |                                               |       |
| 6.  | "Xs And Os"                                   | 4:05  |
|     |                                               |       |
| 7.  | "Nigdy w zawsze"                              | 3:27  |
|     |                                               |       |
| 8.  | "Wschody Zachody"                             | 3:32  |
|     |                                               |       |
| 9.  | "Syberserce"                                  | 4:06  |
|     |                                               |       |
| 10. | "Karmelove"                                   | 2:58  |
|     |                                               |       |
| 11. | "Znikam" RMX Cichy Galiński (utwór dodatkowy) | 4:14  |
|     |                                               |       |
|     |                                               | 41:32 |
|     |                                               |       |